# Bracon medenbachi
Bracon medenbachi is een vliesvleugelig insect uit de familie van de schildwespen (Braconidae). De wetenschappelijke naam van de soort is voor het eerst geldig gepubliceerd in 1878 door Snellen van Vollenhoven.